# Letter to God
Letter to God è il terzo album degli XYZ, pubblicato il 13 maggio 2003 per l'etichetta discografica MTM Music.

## Tracce
1. What's on Your Mind (Diglio, Fontaine, Ilous) 3:45
2. Letter to God (Ilous, Northrup) 4:33
3. Deny (Ilous, Northrup) 4:21
4. Touch the Sky (Diglio, Fontaine, Ilous, Northrup) 5:15
5. Rainy Day (Ilous, Soussan) 4:00
6. Tango (Diglio, Fontaine, Ilous) 4:39
7. All I'm Asking (Ilous, Northrup) 3:49
8. Burn It Up (Diglio, Fontaine, Ilous, Northrup) 3:46
9. Inside Out (Diglio, Fontaine, Ilous) 4:08
10. What Keeps Me Loving You (Diglio, Fontaine, Ilous) 4:27
11. Tell Me (Gurvitz, Ilous, Northrup)	4:29
12. United (Diglio, Fontaine, Ilous, Northrup) 4:29

## Formazione
- Terry Ilous - voce, chitarra (traccia 10)
- JK Northrup - chitarra e percussioni
- Sean McNabb - basso
- Paul Monroe - batteria

### Altri musicisti
- Vinnie Appice - batteria (traccia 2)
- Nir Averbuch - tastiere e sintetizzatori